# Johnson City (Tennessee)
Pour les articles homonymes, voir Johnson et Johnson City.
Johnson City est une ville située dans les comtés de Carter et de Sullivan dans l'État du Tennessee, et pour la plus grande partie de la ville dans le Comté de Washington. Elle fait partie de la région des Tri-Cities.
La population était de 63 152 habitants en 2000, ce qui en fait la 8e ville de l'État.